# ليزلي فيليبس (لاعب كريكت)
ليزلي فيليبس (20 يناير 1899 في المملكة المتحدة - 22 أبريل 1979 في المملكة المتحدة) (بالإنجليزية: Leslie Phillips)‏ هو لاعب كريكت بريطاني وبريطاني (وحمل سابقاً جنسية المملكة المتحدة لبريطانيا العظمى وأيرلندا). لعب مع نادي مقاطعة ساسكس للكريكت ‏.

## وصلات خارجية
- ليزلي فيليبس على موقع إي آس بي آن كريك إنفو (الإنجليزية)